# Élections constituantes de 1946 dans la Somme
Les élections constituantes françaises de 1946 ont lieu le 2 juin 1946. Dans le département de la Somme, six députés sont à élire dans le cadre d'un scrutin proportionnel par liste départementale à un seul tour.

## Candidats
- Listes du Tripartisme
  - Liste d'Union Résistante et Républicaine menée par Louis Prot (PCF)
  - Liste du parti socialiste S.F.I.O., menée par Max Lejeune (SFIO)
  - Liste du Mouvement Républicain Populaire menée par Pierre Garet (MRP)

- Liste du Rassemblement des gauches républicaines menée par André-Jean Godin (Rad.-UDSR)

### Parti communiste français
| N° | Candidats | Candidats         | Parti | Principales fonctions                                            |
| -- | --------- | ----------------- | ----- | ---------------------------------------------------------------- |
| 01 |           | Louis Prot        | PCF   | Député sortant, maire de Longueau, retraité SNCF                 |
| 02 |           | René Lamps        | PCF   | Député sortant, instituteur                                      |
| 03 |           | Paule Nordmann    | PCF   | Professeur                                                       |
| 04 |           | Ernest Hémery     | PCF   | Herbager                                                         |
| 05 |           | Augustin Dujardin | PCF   | Conseiller général d'Amiens-Sud-Est, cheminot                    |
| 06 |           | Victor Flamant    | PCF   | Conseiller général d'Ault, maire de Friville-Escarbotin, fondeur |

### Section française de l'Internationale ouvrière
| N° | Candidats | Candidats         | Parti | Principales fonctions                                                       |
| -- | --------- | ----------------- | ----- | --------------------------------------------------------------------------- |
| 01 |           | Max Lejeune       | SFIO  | Député sortant, Président du conseil général, Maire d'Abbeville, professeur |
| 02 |           | Pierre Doutrellot | SFIO  | Conseiller général de Nesle, professeur                                     |
| 03 |           | Robert Verdez     | SFIO  | Conseiller général d'Ailly-sur-Noye, employé SNCF                           |
| 04 |           | Edouard Delozière | SFIO  | Conseiller général de Moyenneville, Constructeur                            |
| 05 |           | Odette Tellier    | SFIO  | Contrôleuse adjointe PTT                                                    |
| 06 |           | André Bernard     | SFIO  | Professeur                                                                  |

### Mouvement républicain populaire
| N° | Candidats | Candidats          | Parti | Principales fonctions                               |
| -- | --------- | ------------------ | ----- | --------------------------------------------------- |
| 01 |           | Pierre Garet       | MRP   | Député sortant, avoué                               |
| 02 |           | Jules Delemotte    | MRP   | Conseiller général de Poix-de-Picardie, agriculteur |
| 03 |           | Eugène Dentin      | MRP   | Employé de banque                                   |
| 04 |           | Suzanne Daudré     | MRP   | 1re adjointe au maire de Péronne                    |
| 05 |           | Raymond Chastagner | MRP   |                                                     |
| 06 |           | Léon Debouverie    | MRP   | Député sortant, commerçant en hydrocarbures         |

### Rassemblement des gauches républicaines
| N° | Candidats | Candidats          | Parti | Principales fonctions                                     |
| -- | --------- | ------------------ | ----- | --------------------------------------------------------- |
| 01 |           | André-Jean Godin   | Rad.  | Préfet de 1re classe à Paris                              |
| 02 |           | Marcelle Delabie   | Rad.  | Conseillère générale de Gamaches, industrielle            |
| 03 |           | Jean Gilbert-Jules | Rad.  | Conseiller général de Chaulnes, avocat                    |
| 04 |           | Clémentin Louchet  | Rad.  |                                                           |
| 05 |           | Fernand Beaurain   | Rad.  | Adjoint au maire d'Abbeville, professeur honoraire        |
| 06 |           | Kléber Mopty       | Rad.  | Conseiller général et maire de Doullens, négociant en vin |

## Résultats

### Résultats à l'échelle du département
| Parti    | Parti    | Tête de liste    | Résultats | Résultats | Sièges |  |
| Parti    | Parti    | Tête de liste    | Voix      | %         |        |  |
| -------- | -------- | ---------------- | --------- | --------- | ------ |  |
|          | PCF      | Louis Prot       | 70 075    | 29,94     | 2      |  |
|          | MRP      | Pierre Garet     | 67 421    | 28,80     | 2      |  |
|          | SFIO     | Max Lejeune      | 60 851    | 26,00     | 1 1    |  |
|          | RGR      | André-Jean Godin | 35 721    | 15,26     | 1 1    |  |
|          |          |                  |           |           |        |  |
| Inscrits | Inscrits | Inscrits         | 273 909   | 100,00    | 6      |  |
| Votants  | Votants  | Votants          | 237 341   | 86,65     |        |  |
| Exprimés | Exprimés | Exprimés         | 234 068   | 98,62     |        |  |

### Élus
| Liste                                   | N° | Nom              |  | Parti | Groupe                          |
| --------------------------------------- | -- | ---------------- |  | ----- | ------------------------------- |
| Union Résistante et Républicaine        | 1  | Louis Prot       |  | PCF   | Communiste                      |
| Union Résistante et Républicaine        | 2  | René Lamps       |  | PCF   | Communiste                      |
| Mouvement républicain populaire         | 1  | Pierre Garet     |  | MRP   | Mouvement républicain populaire |
| Mouvement républicain populaire         | 2  | Jules Delemotte  |  | MRP   | Mouvement républicain populaire |
| Parti socialiste - SFIO                 | 1  | Max Lejeune      |  | SFIO  | Socialiste                      |
| Rassemblement des gauches républicaines | 1  | André-Jean Godin |  | Rad.  | Radical et radical-socialiste   |